# Allan Franck

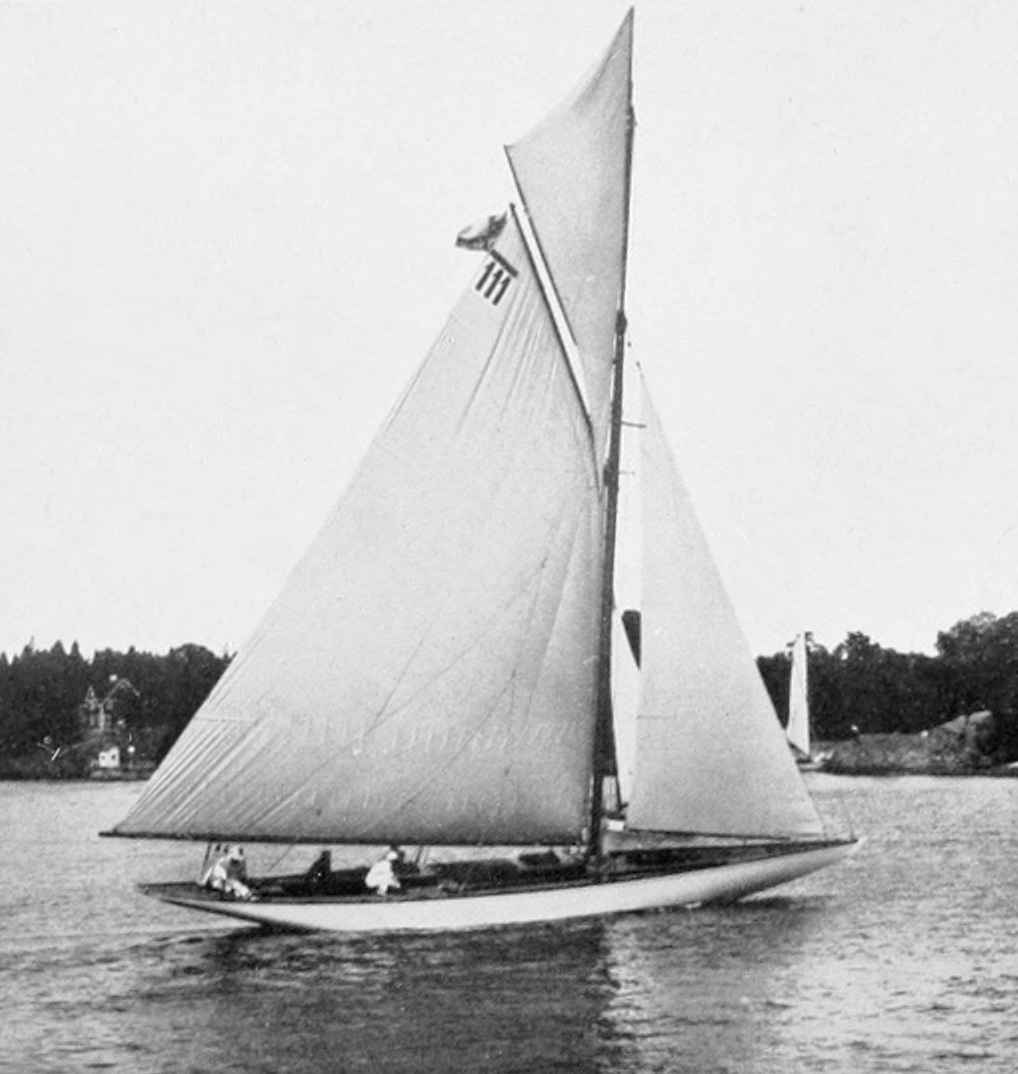
Nina

Allan Gunthard Franck (ur. 17 września 1888 w Wyborgu, zm. 28 maja 1963 w Emäsalo) – fiński żeglarz, olimpijczyk, zdobywca srebrnego medalu w regatach na Letnich Igrzyskach Olimpijskich w 1912 roku w Sztokholmie.
Na Letnich Igrzyskach Olimpijskich 1912 zdobył srebro w żeglarskiej klasie 10 metrów. Załogę jachtu Nina tworzyli również Erik Lindh, Harry Wahl, Waldemar Björkstén, Jacob Björnström, Bror Brenner i Aarne Pekkalainen.